# Autoliv
Autoliv este o companie americano-suedeză producătoare de sisteme de securitate auto.
Este unul dintre cei mai mari producători de airbaguri și centuri de siguranță din lume, având în anul 2012 vânzări totale de 8,23 miliarde de dolari.

## Autoliv în România
Autoliv a inceput activitățile din România în 1997.
Prima uzină deschisă, amplasată în Brașov, produce, printre altele, centuri de siguranță, chingi pentru centuri de siguranță și sisteme pentru airbag-uri.
La Lugoj sunt fabricate volane și airbag-uri cortină.
Grupul mai deține, la Timișoara, un centru de inginerie.
Cei mai importanți clienți ai Autoliv la nivel mondial sunt Ford (12%), Renault-Nissan (12%), General Motors (11%) și Volkswagen (10%).
Număr de angajați în 2008: 2.500